# برنارد بلانكان
برنارد بلانكان (بالفرنسية: Bernard Blancan)‏
```
هو 
ممثل
 
فرنسي
، ولد في 9 سبتمبر 1958 في 
فرنسا
.
[
1
]
```

## أعمال

### أفلام
- (2006) بلديون
- (2010) خارجون عن القانون

## وصلات خارجية
- برنارد بلانكان على موقع IMDb (الإنجليزية)
- برنارد بلانكان على موقع ألو سيني (الفرنسية)
- برنارد بلانكان على موقع أول موفي (الإنجليزية)
- برنارد بلانكان على موقع قاعدة بيانات الأفلام السويدية (السويدية)
- برنارد بلانكان على موقع قاعدة بيانات الفيلم (الإنجليزية)
- برنارد بلانكان على موقع كينوبويسك (الروسية)